# Glasögongös
Glasögongös (Sander vitreus) är en fisk i familjen abborrfiskar som finns i Nordamerika. Den kallas även gäddabborre.

## Utseende
En avlång, slank fisk med huggtänder i munnen och två separata ryggfenor, den främre med 13 till 17 taggstrålar, den bakre med 18 till 22 mjukstrålar. Analfenan har 2 taggstrålar och 11 till 14 mjukstrålar. Som mest blir arten 107 cm lång och kan väga 11,3 kg; normalt är den dock betydligt mindre.
Sidorna är brunolivfärgade med guldgula och gröna fläckar samt 6 till 8 oregelbundna markeringar på ryggen medan buken är vitaktig. Hornhinnan är mjölkaktig, därav de svenska och engelska trivialnamnen. Den bakre delen av den främre ryggfenan har en mörk fläck vid roten, samt analfenorna och den nedre delen av stjärtfenan har vita spetsar.

## Vanor
Glasögongösen föredrar stora, grumliga, grunda sjöar, men finns även i dammar, medelstora till stora floder och lugnvatten. Den kan sällsynt gå ut i brackvatten. Arten föredrar en vattentemperatur från 13 till 20 C, och går sällan djupare än 15 m. Den undviker direkt solljus och drar sig tillbaka till djupare vatten eller söker skydd under föremål på bottnen när solen står högt, speciellt under molnfria dagar. Födan förtärs nattetid, då den främst tar insekter och fisk; vid brist på sådana, kan den också ta kräftor, snäckor, grodor och mindre däggdjur. Som mest kan den bli 29 år gammal.

### Fortplantning
Hanen blir könsmogen vid 2 till 4 års ålder, honan vid 3 till 6 år. Arten leker vanligtvis i april till maj, även om den varma år kan börja så tidigt som slutet av februari. Vanligtvis leker den i floder, men den kan även välja sjöar. Äggen läggs över grunda klipp- eller grusbottnar, och kläcks efter omkring 2 veckor.

## Utbredning
Det ursprungliga utbredningsomådet omfattar arktiska Nordamerika över Quebec, Northwest Territories i Kanada, de Stora sjöarna och söeröver till Alabama och Arkansas i USA. Glasögongösen har inplanterats i de flesta staterna på USA:s fastland med undantag för Alaska. Framgången har dock varit växlande, i bland annat Kalifornien helt misslyckad.

## Ekonomisk användning
Arten är en populär sportfisk och anses ha mycket gott kött. Ett yrkesmässigt fiske äger också rum, och i mindre utsträckning odlas den för utsättning i sportfiskevatten.